# Клитус Спаклер
Клитус Спаклер (енгл. Cletus Spuckler) измишљени је лик у анимираној ТВ серији Симпсонови. Глас му позајмљује Хенк Азарија. У епизодама игра Клитус једног блесавог сељака, живи са сестром.